# Met 2
Le Wells Fargo Center appelé anciennement Met 2 est un gratte-ciel de 197 mètres de hauteur construit à Miami aux États-Unis de 2006 à 2010. Il fait partie du complexe Metropolitan Miami avec le Met 1 construit en 2007.
L'architecte est l'agence Nichols Brosch Wurst Wolf & Associates